# Stelato S9
Der Stelato S9 (chinesisch 享界S9, Pinyin Xiǎngjiè S9) ist eine batterieelektrische Luxuslimousine, die von BAIC BluePark unter der Marke Stelato in Zusammenarbeit mit HIMA, der markenübergreifenden Automobilallianz von Huawei, hergestellt wird.

## Beschreibung
Am 31. Mai 2024 wurde der Stelato S9 auf der Launch-Konferenz zum Aito M7 Ultra Facelift vorgestellt.
Am 6. August 2024 wurde der Preis des Stelato S9 auf der Produktpräsentationskonferenz von Huawei bekannt gegeben. Der S9 ist in zwei Konfigurationsversionen erhältlich: Max und Ultra. Am 20. März 2025 startete der Vorverkauf der EREV-Version des Stelato S9 offiziell mit einem Startpreis von 318.000 Yuan. Am 20. März 2025 startete der Vorverkauf der EREV-Version mit Reichweitenverlängerung. Erst am 16. April 2025 wurde die EREV-Version des Stelato S9 offiziell vorgestellt.
Die Kombi-Version S9T wurde am 14. Juli 2025 vorgestellt. Sie soll im September 2025 in China auf den Markt kommen.

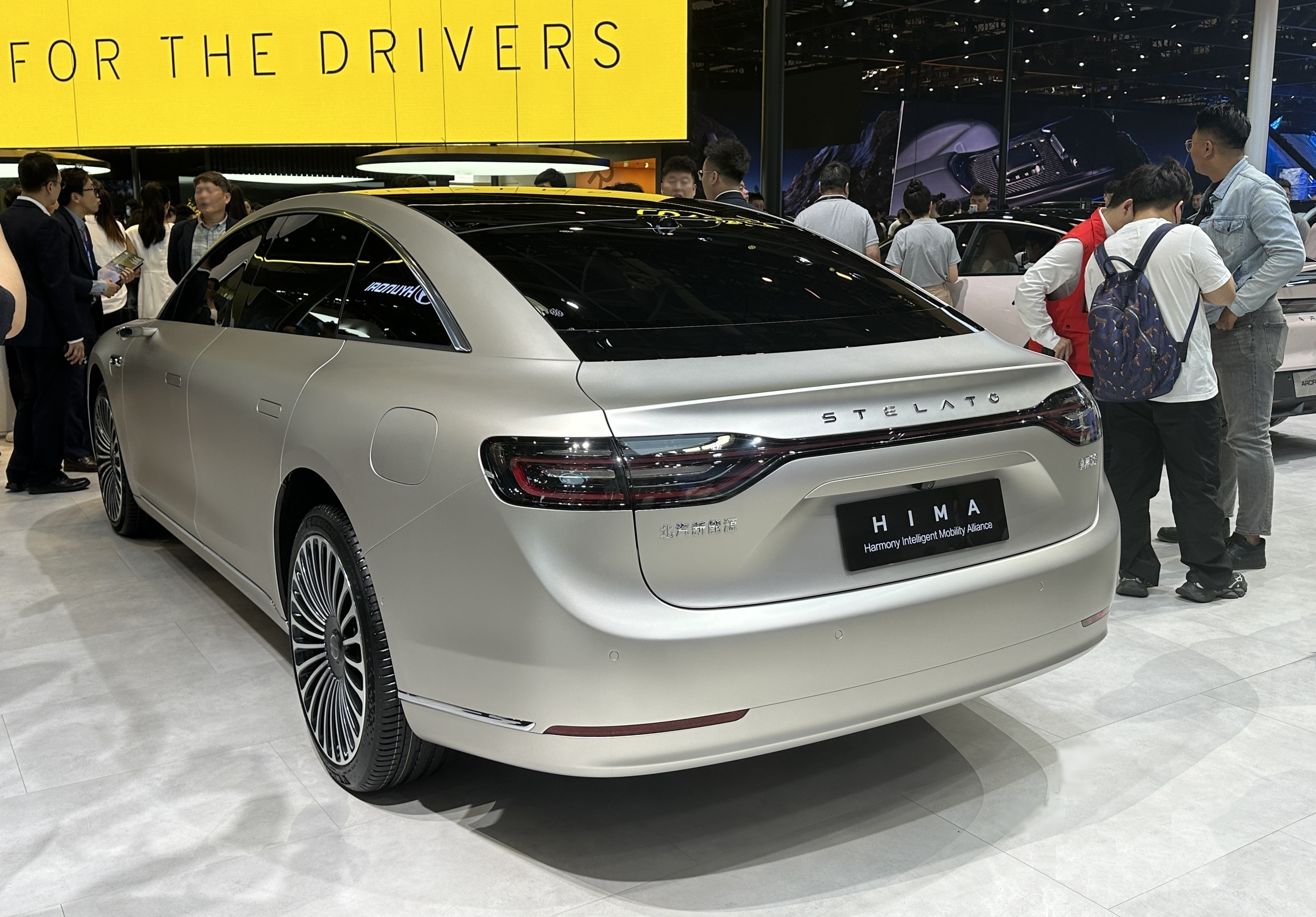
Rückansicht
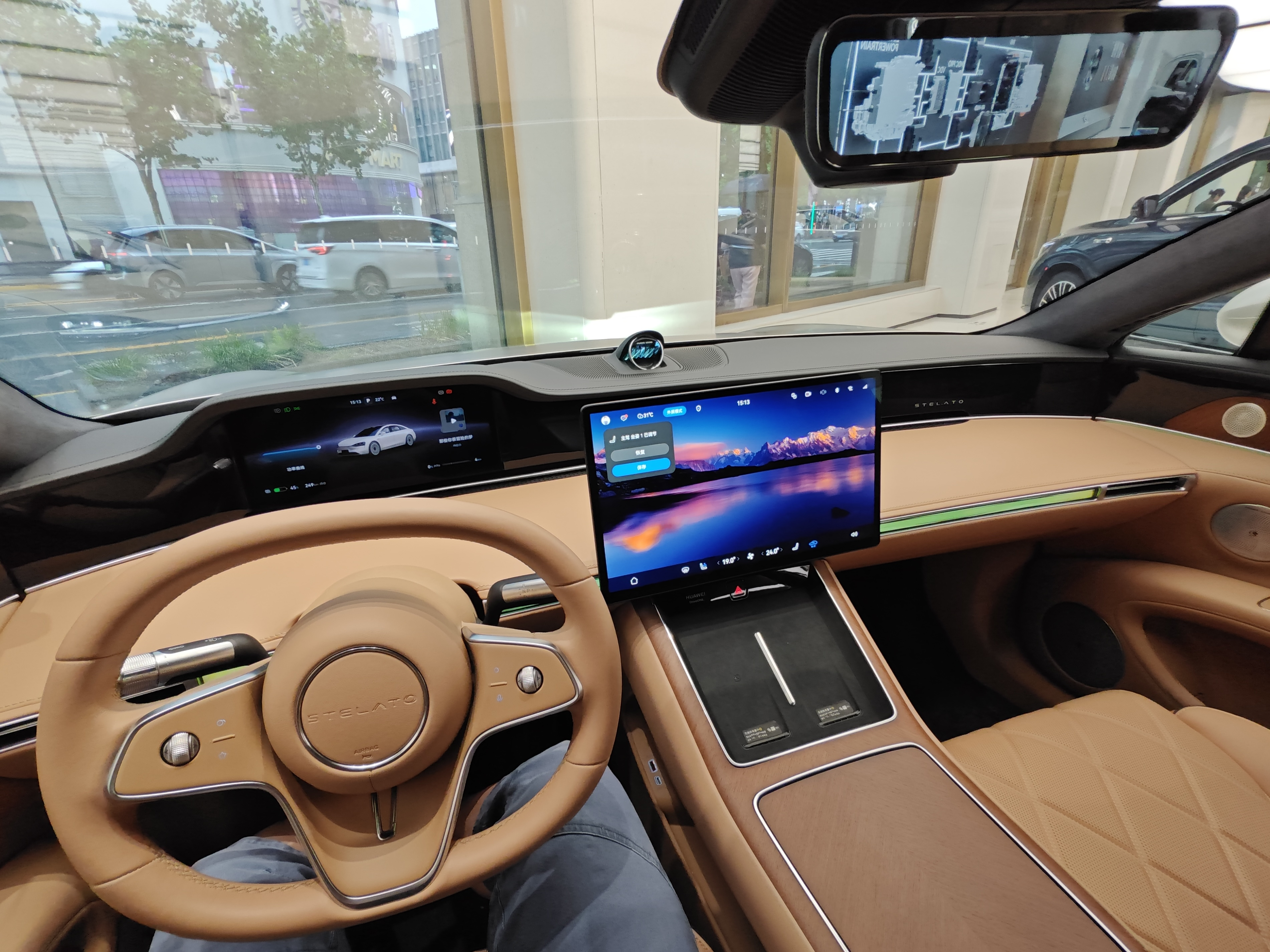
Innenraum
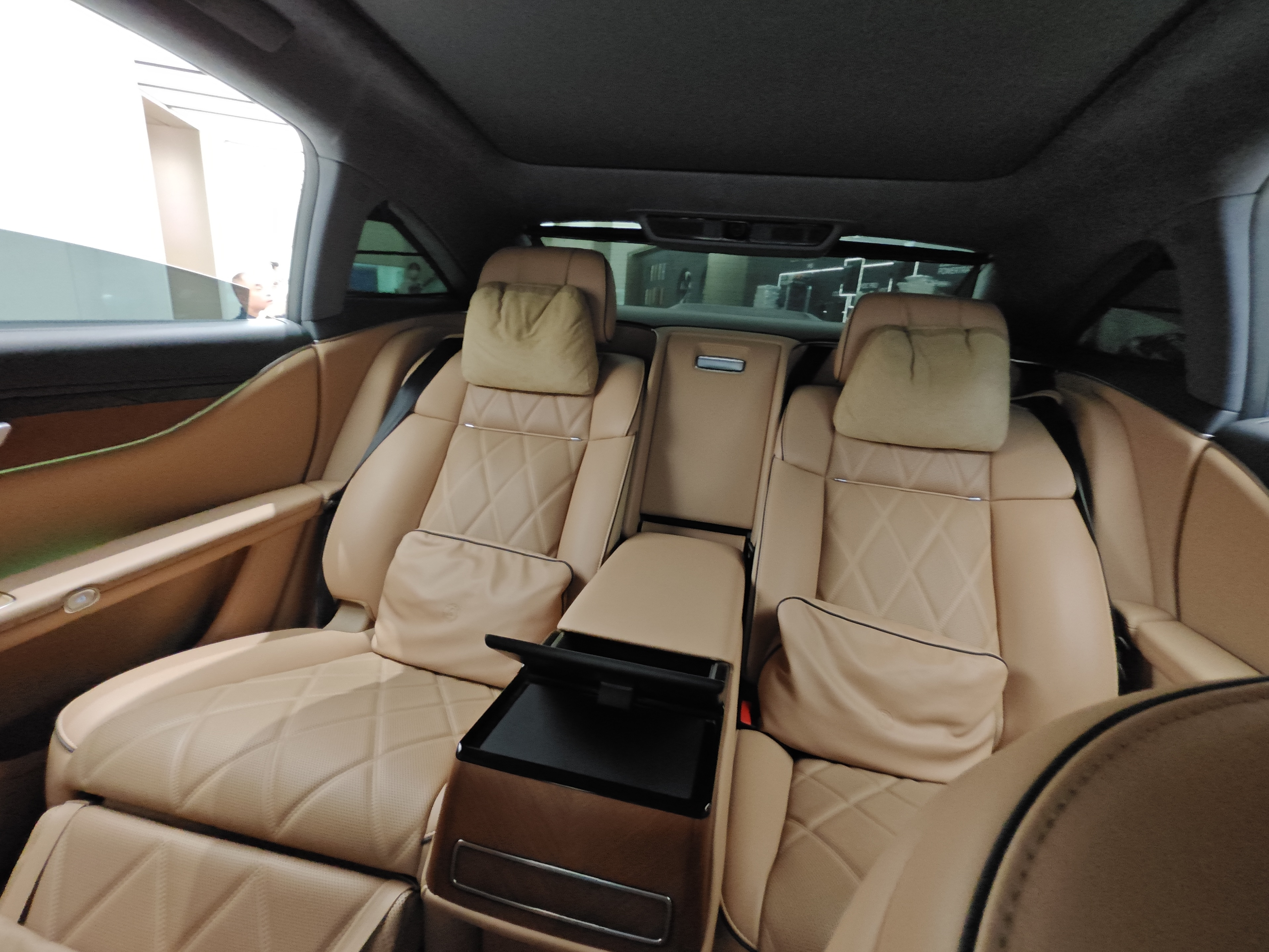
Rücksitze

## Technik
Der Stelato S9 misst 5160/1987/1486 mm bei einem Radstand von 3050 mm. Der cw-Wert beträgt lediglich 0,193. Der Wagen ist mit einer 100-kWh-Batterie ausgestattet. Der S9 nutzt die Huawei-Turing-Plattform und ist das erste Auto, das mit dem intelligenten Fahrsystem ADS (Advanced Driving System) 3.0 von Huawei ausgestattet ist. Auch LiDAR wird dabei eingesetzt. Eine Variante des Stelato S9 bietet Sitze mit Beinauflage, sogenannte „Schwerelosigkeitssitze“. Das Fahrwerk hat vorn doppelte Querlenker und hinten eine Mehrlenkerachse.
Der Stelato S9 ist in einer Ein- und einer Zweimotorvariante erhältlich. Beide Varianten nutzen einen 227 kW starken Elektromotor TZ210XYA03 von Huawei Digital Power Technology Co., Ltd. an der Hinterachse. Bei den Zweimotorvarianten kommt ein YS210XYA03-Motor, ebenfalls von Huawei, an der Vorderachse zum Einsatz. Dieser Motor leistet 158 kW. Je nach Antriebs- und Batteriekombination erreicht er CLTC-Reichweiten von 721 km bzw. 816 km.
Die EREV-Version des S9 ist mit einem Reichweitenverlängerer ausgestattet. Der WLTC-Kraftstoffverbrauch auf 100 Kilometern beträgt 5,93 l. Die rein elektrische CLTC-Reichweite beträgt 365 km, die Gesamtreichweite von 1355 km.

## Verkaufszahlen
2024 wurden in China 2073 S9 verkauft.